# 南开大学国家经济战略研究院
南开大学国家经济战略研究院，成立于2013年6月，位于南开大学八里台校区文科创新楼。国务院参事、南开大学教授夏斌任院长。
诺贝尔经济学奖得主弗农·史密斯在此设立有弗农·史密斯实验室。